# Panorpa multifasciaria
Panorpa multifasciaria är en näbbsländeart som beskrevs av Tsutome Miyake 1910. 
Panorpa multifasciaria ingår i släktet Panorpa och familjen skorpionsländor. Inga underarter finns listade i Catalogue of Life.